# Oberonia kaernbachiana
Oberonia kaernbachiana är en orkideart som beskrevs av Friedrich Fritz Wilhelm Ludwig Kraenzlin. Oberonia kaernbachiana ingår i släktet Oberonia och familjen orkidéer. Inga underarter finns listade i Catalogue of Life.